# هواپیماربایی
هواپیماربایی (به انگلیسی: Aircraft hijacking) همچنین راهزنی هوایی یا دزدی هواپیما، به‌طور خاص در قلمرو ویژه هواپیمایی ایالات متحده، و به‌طور غیررسمی به عنوان دزدی هوایی است و به عملی گفته می‌شود که طی آن یک هواپیما بر اساس هر نوع اهداف شخصی، تلافی‌جویانه یا سیاسی، توسط یک فرد یا یک گروه دزدیده شود. معمولاً پس از ربایش هواپیما، ربایندگان خلبان را مجبور به اجرای دستورها و تغییر مسیر عادی پرواز می‌کنند و هواپیما را به نقطه از پیش تعیین شده می‌برند. با این حال، گاهی، هواپیماربایان خودشان خلبانی هواپیما، مانند حملات ۱۱ سپتامبر، را به‌دست می‌گیرند. در حداقل سه مورد، هواپیما توسط خلبان یا کمک خلبان رسمی ربوده شده‌است.

## اهداف
برخلاف ربودن معمولی وسایل نقلیه زمینی یا کشتی‌ها، هواپیماربایی معمولاً برای سرقت و دزدی انجام نمی‌گیرد. اکثر هواپیماربایان قصد دارند از مسافران به عنوان گروگان استفاده کنند که برای دریافت پول یا برای گرفتن برخی امتیازات سیاسی یا اداری از مقامات رسمی می‌باشد. انگیزه‌های مختلف ممکن است باعث این اتفاقات شود، از جمله:
- خواستار آزادی زندانیان خاص (به ویژه IC-814))
- برجسته کردن نارضایتی‌های یک جامعه (به ویژه AF 8969) یا
- پناهندگی سیاسی (به ویژه ET 961)
- هواپیماربایان همچنین از هواپیما به عنوان یک سلاح برای هدف قرار دادن مکان‌های خاص (بخصوص در حملات ۱۱ سپتامبر) استفاده کرده‌اند.

ربوده شدن گروگان‌ها معمولاً در طی دوره مذاکره بین ربایندگان و مقامات، اختلافاتی ایجاد می‌شود. مقامات همیشه خواسته‌های اصلی ربایان نمی‌پذیرند. اگر خواسته‌های هواپیماربایان بیش از حد بزرگ باشد و هیچ تمایلی به تسلیم نداشته باشند، گاهی نیروهای ویژه مسلح برای نجات گروگان‌ها (به ویژه عملیات انتبه) مورد استفاده قرار می‌گیرد.

## تاریخچه

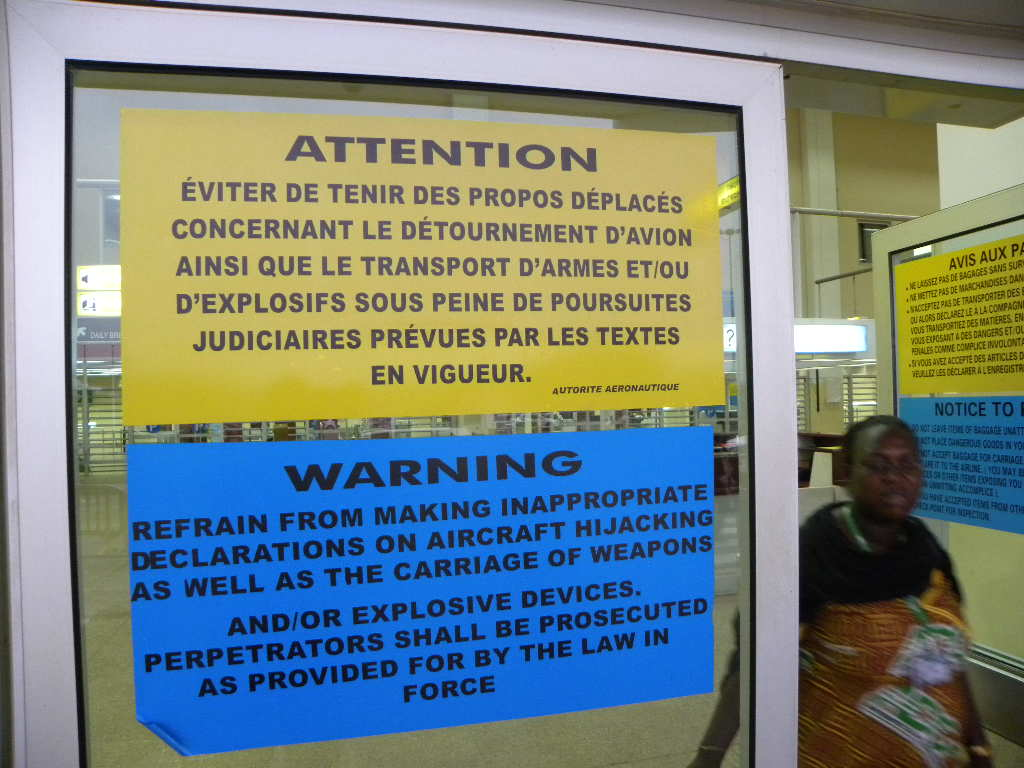
پوسترهای هشدار دهنده در فرودگاه آفریقای مرکزی، در فرانسه و انگلیس. ژوئن ۲۰۱۲

- ۱۹۲۹ (تأیید نشده): در روزنامه فورت ورث استار تلگرام (چاپ صبح) ۱۹ سپتامبر ۱۹۷۰، جی. هوارد داک دیسلز می‌گوید که او به‌طور واقعی قربانی اولین هواپیماربایی در دسامبر ۱۹۲۹ بود. او در یک مسیر پستی برای شرکت مکزیکی ر زوسپورتر آیراس ترانس کونتیننتال، حمل و نقل بسته‌های پستی از سان لوئیس پوتسی به تورون و سپس به گوادالاخارا پرواز می‌کرد. او توسط ژنرال ساتینینو سدیلیو، فرماندار ایالت سان لوئیس پوتوسی و یکی از آخرین مأموران باقی مانده پانچو ویلا، مورد تعرض قرار می‌گیرد. سدیلیو با چندین مرد دیگر همراه بود. او از طریق یک مترجم به هوارد گفته بود که در این مورد هیچ انتخابی ندارد و او مجبور است که گروه را به مقصد انتخابی آن‌ها ببرد. او به اندازه کافی تلاش کرد تا اطلاعات را به رئیسش منتقل کند، که به او گفت که با آن‌ها همکاری می‌کند. او هیچ نقشه ای نداشت، اما توسط افراد در حالی که بالای کوه‌های مکزیک پرواز می‌کرد هدایت می‌شد. او بر روی یک جاده که چندین ساعت تحت کنترل افراد مسلح تحت تعقیب قرار گرفته بود فرود آمد. او در نهایت با دریافت پول توسط سدیلیو و همکارانش آزاد شد.
- ۶ سپتامبر ۱۹۷۰ - هواپیمایی ال عال - بوئینگ ۷۰۷ - پرواز شماره ۲۱۹ - آمستردام به نیویورک - پاتریک آرگوئلو، لیلا خالد